# 八八式偵察機

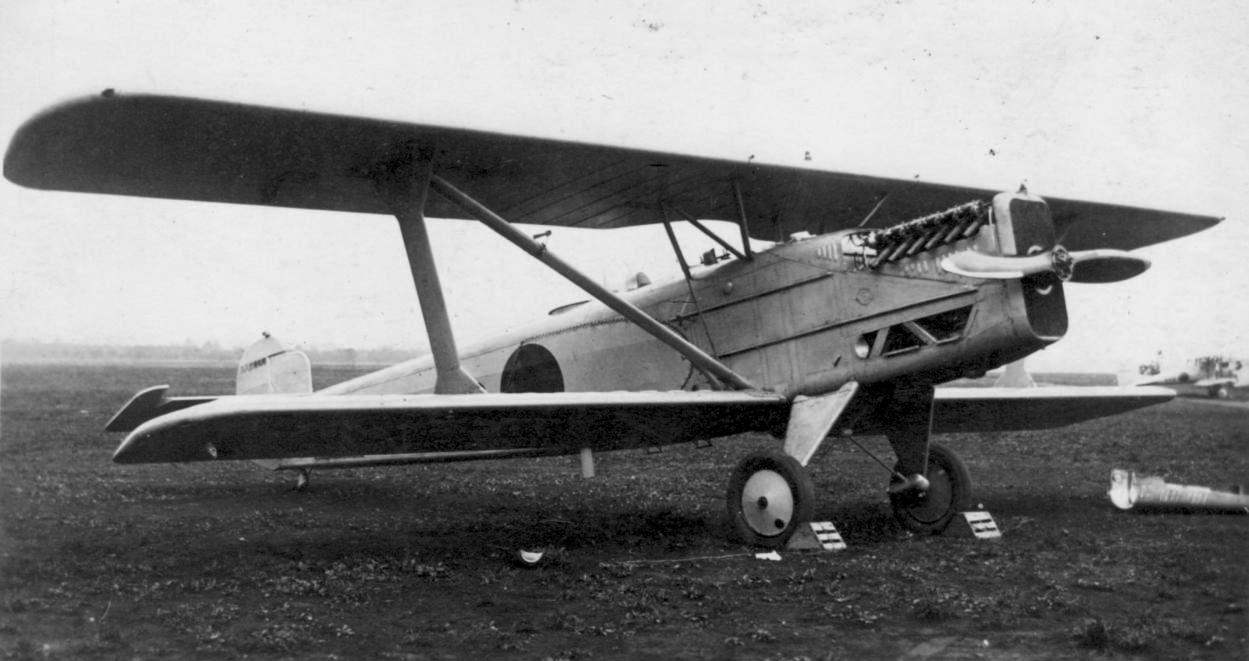
八八式偵察機

八八式偵察機是珍珠港事件前舊日本陸軍使用的偵察機。由川崎重工業設計製造，為昭和時代初期舊日本陸軍代表性的軍用機。

## 開發起源與歷史
1925年11月，舊日本陸軍向川崎重工業、三菱重工業、立川飛機公司提出新型偵察機的標案。（另外，中島飛機公司也自行參加）
川崎重工業於1927年完成了由德國工程師理查・伏格（Richard Vogt）所設計的機體。在審查會上以壓倒性的性能勝過其他公司，於1928年以八八式偵察機為名採用。
以當時飛機來說的高性能獲得實戰部隊的好評，從九一八事變、一二八事變到中日戰爭初期都在前線使用。也可以裝置炸彈成為轟炸機，之後還開發了轟炸專用的八八式輕轟炸機。總共生產710架，以當時的舊日本陸軍來說算是相當多。
1931年的錦州轟炸遭到國際譴責後，日軍改調至中國東北的第九獨立飛行中隊亦配備十二架八八式偵察機。

## 性能諸元
- 發動機：BMW水冷十二汽缸引擎（450馬力）
- 乘員數： 2
- 長度： 12.8公尺
- 翼展： 15.2公尺
- 高度： 3.4公尺
- 主翼面積： 48平方公尺
- 重量： 1,750公斤
- 全武裝重量： 2,800公斤
- 最高空速： 220公里/時
- 最大飛行時間： 六小時
- 武裝： 7.7公釐九七式機槍三挺